# ریاضیات محض

ریاضیات محض به مطالعه خواص و ساختار اشیاء مجردی چون گروه E8 در نظریه گروه‌ها می‌پردازد. این کار را می‌توان بدون تمرکز بر روی خواص مفاهیم جهان فیزیکی انجام داد.

ریاضیات محض (به انگلیسی: Pure Mathematics) به مطالعهٔ مفاهیم ریاضیاتی مستقل از هر نوع کاربرد خارج از دایره ریاضیات می‌پردازد. این مفاهیم ممکن است از دغدغه‌های جهان واقعی نشأت گرفته باشند و نتایج آن بعدها برای کاربردهای عملی مفید واقع شوند، اما ریاضیات محض در ابتدا از چنان کاربردهای عملی انگیزه نمی‌گیرد. در مقابل، جذابیت ریاضیات محض در ریاضی مربوط به چالش‌ها و جنبه‌های زیباشناختی مفاهیم منطقی است. مفاهیمی که خود پیامدهایی از اصول پایه‌ای‌تری می‌باشند.
در حالیکه ریاضیات محض به‌عنوان یک فعالیت از زمان یونان باستان وجود داشته‌است، اما تحول و جنبه‌های استادانهٔ آن در حدود ۱۹۰۰ میلادی ظهور پیدا کرد، بعد از این که نظریه‌هایی با خواص ضد شهودی (مثل هندسه‌های نااقلیدسی و نظریهٔ کانتور مجموعه‌های نامتناهی)، و پارادوکس‌های ظاهری (چون توابع پیوسته‌ای که هیچ جا دیفرانسیل‌پذیر نیستند، و پارادوکس راسل) کشف شدند. این پدیده‌ها نیاز به تجدید مفهوم ریاضیات استوار (یا ریاضیات دقیق و سفت و سخت) و بازنویسی تمام ریاضیات بر اساس آن شد؛ به گونه‌ای که استفاده سیستماتیک از روش‌های اصول موضوعه‌ای ترویج پیدا کرد. این مسئله منجر به این شد که بسیاری از ریاضی‌دانان بر روی ریاضیات به خودی خود، یعنی ریاضیات محض متمرکز شوند.
با این وجود، تقریباً تمام نظریه‌های ریاضیاتی انگیزه خود را از مسائل جهان واقعی یا از نظریات ریاضیاتی که کمتر جنبه تجریدی دارند می‌گیرند. همچنین، بسیاری از نظریات ریاضیاتی که به نظر می‌رسید کاملاً محض نباشند، در نهایت در حوزه‌های کاربردی، که عمدتاً فیزیک و علوم کامپیوتر بودند مورد استفاده قرار گرفتند. یکی از اولین مثال‌های آن توسط آیزاک نیوتن در قانون جهانی گرانش به کار گرفته‌شد. قانون گرانش نیوتون ایجاب می‌کند که سیاره‌ها در مدارهایی حرکت کنند که از جنس مقاطع مخروطی‌اند.مقاطع مخروطی خم‌های هندسی هستند که از زمان باستان توسط آپولونیوس مورد مطالعه قرار گرفته‌اند. مثالی دیگر مسئله تجزیه اعداد صحیح بزرگ است که الگوریتم رمزنگاری آراس‌ای بر اساس آن بنیان نهاده‌شده و به‌طور گسترده برای امنیت ارتباطات اینترنتی مورد استفاده قرار می‌گیرد.
اکنون ایجاد مرز مشخصی بین ریاضیات محض و کاربردی بیشتر جنبه فلسفی داشته یا مربوط به ترجیحات یک ریاضیدان خاص می‌شود و نمی‌توان به‌طور استوار و دقیق مرزشان را در ریاضیات مشخص کرد. به‌طور خاص، اتفاق عجیبی نخواهد بود اگر یک عضو دانشکده ریاضیات کاربردی خود را به عنوان ریاضیدان محض معرفی کند.